# Andrea Busato
Andrea Busato (Treviso, 30 maggio 1987) è un nuotatore italiano, specializzato nello stile libero.

## Biografia
Fu convocato ai mondiali di Melbourne 2007, dove gareggiò nella staffetta 4x200 m stile libero, classificandosi 5º in finale, con Filippo Magnini, Nicola Cassio e Massimiliano Rosolino.
Alle Universiadi di Bangkok 2007 guadgnò la medaglia di bronzo nella staffetta 4x200 m stile libero con Michele Cosentino, Andrea Giavi e Nicola Cassio.
Ai XVI Giochi del Mediterraneo di Pescara 2009 vinse la medaglia d'oro nella staffetta 4x200 m stile libero con Emiliano Brembilla, Marco Belotti, Gianluca Maglia, Filippo Magnini, Cesare Schiocchetti e Nicola Cassio, senza scendere in acqua nella finale.

## Palmarès
| Anno | Manifestazione          | Sede      | Evento     | Risultato | Tempo   | Note |
| ---- | ----------------------- | --------- | ---------- | --------- | ------- | ---- |
| 2004 | Europei giovanili       | Lisbona   | 4x100 m sl | Bronzo    | 3'23"84 |      |
| 2005 | Europei giovanili       | Budapest  | 4x200 m sl | Argento   | 7'31"10 |      |
| 2007 | Mondiali                | Melbourne | 4x200 m sl | 5º        | 7'12"31 |      |
| 2007 | Universiadi             | Bangkok   | 4x200 m sl | Bronzo    | 7'17"93 |      |
| 2009 | Giochi del Mediterraneo | Pescara   | 4x200 m sl | Oro       | 7'09"44 |      |
| 2010 | Europei                 | Budapest  | 400 m sl   | 13º       | 3'53"32 |      |
| 2010 | Europei                 | Budapest  | 800 m sl   | 10º       | 8'01"99 |      |
| 2010 | Europei                 | Budapest  | 4x200 m sl | 5º        | 7:14.50 |      |